# 法子英和劳荣枝
法子英（1964年10月1日—1999年12月28日）和劳荣枝（1974年12月25日—2023年12月18日），中华人民共和国江西省九江市人。两人在1993年相识，后成为情侣。检方指控两人在1996年至1999年在南昌市、温州市、合肥市实施绑架、抢劫、故意杀人，共有7人遇害；审判劳荣枝时，检方增加指控了常州绑架抢劫案。法子英在1999年7月23日作案时被捕，随后被合肥市中级人民法院判处死刑、剥夺政治权利终身并处罚金。1999年12月28日，法子英被枪决。劳荣枝自1999年逃亡，2019年11月28日被捕。2021年9月9日劳荣枝因故意杀人、绑架、抢劫案由南昌市中级人民法院一审判处死刑，剥夺政治权利终身，沒收個人全部財產。劳荣枝当庭提出上诉，二审于2022年8月18日在江西省高级人民法院开庭，同年11月30日宣布维持死刑判决。2023年12月18日，经最高人民法院核准，南昌市中级人民法院对劳荣枝执行死刑。

## 作案之前
法子英1964年10月1日生于江西省九江市，祖籍河南，家住浔阳区五桂场（一说家住煤矿区）。有说法称，法家家境富裕；另有报道称，法子英家境贫困，其父是板车车夫，其母在某单位卖茶水。一家人住在公厕隔壁，房子面积只有30平方米左右，每年冬天要靠捡煤渣、废木料来维持供暖。他的父母有四个儿子、三个女儿，法子英排行最末，因此有“法老七”的别号。与他的几个在事业部门工作的兄弟姐妹相比，法子英不爱读书，学习成绩极差，读了三年小学后辍学，但他喜欢踢足球，曾当过少年足球队队长。另有说法称，法子英1978年初中毕业，进入九江市发电厂工作。1979年，法子英的父亲在长江野泳时发生意外去世。之后，其母遭遇车祸，腰部留下后遗症。报道称，15岁时，法子英因抢劫罪、流氓罪被劳教3年。据1999年的判决书，他在1981年因抢劫罪、故意伤害罪被九江市中级人民法院判处有期徒刑8年（另有报道说，法子英当时被判有期徒刑10年，后改判为8年。另说为减刑为8年）。出狱后，法子英开始经商，并与一名缪姓女子结婚，两人的女儿约在1990年出生。认识劳荣枝前，他与妻子协议离婚。由于妻子认为离婚不光彩，两人没有办离婚手续，事后法子英一次支付给妻子10万元补偿，便离开了家。
劳荣枝1974年12月25日（户籍登记的出生日期为12月14日）生于江西省九江市。父母祖籍均为湖北省黄梅县。劳家住在九江市滨江东路石油家属院，其父曾在九江石油分公司负责油库保卫工作。其母曾是九江石油分公司的家属工。劳荣枝的父母有三个女儿、两个儿子，她是家中最小的孩子。劳荣枝幼时名为劳末枝，上学时改名为劳荣枝。1989年，劳荣枝初中毕业，成绩优秀。那时国家为师范学校毕业生分配工作，九江师范学校录取线高于当地的重点高中九江一中。劳荣枝没有选择读高中、考大学的道路，而是选择了读中专，考入九江师范学校幼师专业。她的校友回忆称，1989年九江师范学校仅有一个幼师班，只有容貌、身材、性格等优秀的学生才能入选幼师班。1992年，劳荣枝毕业，分配到九江石油分公司子弟学校担任小学语文教师。那时，这所学校已经衰落，原有的初中、高中部都已停办，仅剩小学。在子弟学校任教大约两年后，劳荣枝停薪留职（一说为辞职）。她的同学回忆说，当时传言子弟小学即将解散，教工会被安排到加油站上班，劳荣枝因此心中苦闷。据她的哥哥说，她当时说要和法子英去做买卖，家里人起初不同意，她还和母亲吵了一架。但是，最后家人允许她离家同法子英经商。
1993年，在子弟小学任教期间，劳荣枝在副校长儿子的婚礼上认识了法子英。另有说法称，二人初识是在一场生日宴会上。而根据劳荣枝在二审庭上所述，她是通过朋友认识了开公司的法子英，当时她曾听说法子英曾因打架服刑。有一次约会后回家时间太晚，她被法子英强奸至意外怀孕，事后被法子英用药物流产。流产之后，劳荣枝继续被法子英强奸，结果在四个月后再次怀孕；这一次她在法子英姐姐的陪同下去做了人流。据说，结识法子英前，她没有情感经历。法子英曾对其辩护律师说，两人相识的那场宴会当晚，他骑着摩托车送劳荣枝回家，使她大为感动；得知法子英曾经坐过牢，劳荣枝对他产生了一种“英雄式的崇拜”。尽管如此，劳荣枝在二审时矢口否认自己和法子英是情侣关系，而说自己被法子英“控制、胁迫”，在一起时“精神涣散”。
劳荣枝一审时称，停薪留职后，她带着6000元人民币同法子英离开九江，先后到深圳市、上海市经商；二人经商不成功，不久就把钱花完了。他们回到九江度过了1996年的新年，过年后再次到外地谋生。另有报道称，1996年法子英在九江的一起群殴中用渔叉伤了人，为此两人才逃离了九江。劳荣枝说，两人生活开销较大，每日大约要花掉200元人民币，但两人没有稳定的收入来源。由于缺钱，劳荣枝开始坐台当陪侍小姐赚钱，顺便寻找抢劫目标。

## 犯罪
检方指控法子英在南昌、温州、合肥实施绑架、抢劫、故意杀人。劳荣枝受审时，检方指控的案件增加了常州绑架抢劫案。据称，在南昌杀人案之前，两人就以仙人跳方式作案多次：劳荣枝诱惑有钱男子到宾馆房间，法子英以丈夫身份闯入、索要钱财，每次得手七八万人民币。劳荣枝庭审时称，每次作案法子英都让她带着抢到的财物先走，法子英会告诉她下一站去哪座城市，然后两人去那里第一人民医院会面。法子英称曾在广州、常州、南宁、厦门、东营、黄梅等地实施绑架，与辩护律师最后的会面中交代其犯下的其他案件，因为证据链不完整且仅有法子英一人供述，受限于当时的技术手段等原因最终判决未予以认定。

### 杀害熊启义一家
1996年5月，法子英和劳荣枝来到南昌。6月2日，两人租住南昌市西上渝亭131号8单元417室。劳荣枝以陈佳的身份在南昌市爱乐音夜总会当坐台小姐。期间，她得知时年35岁的熊启义在空调销售公司当总经理，还经营了一家大酒店。据法子英判决书：劳荣枝物色到熊启义为绑架目标，期间法子英跟踪熊启义回家。7月28日上午，劳荣枝用电话将熊启义约到出租屋。熊启义进门后，法子英持刀威逼他，并用绳索和皮带将他绑上。法子英抢走了熊启义身上的手表、首饰等财物，逼其说出住址。当天下午，法子英用铁丝、绳索勒熊启义的颈部，熊启义窒息而死。之后，法子英将他肢解，分装入四个袋子。当晚，法子英与劳荣枝一道前往南昌市芭茅一巷1号601室熊启义家，用从熊启义身上找到的钥匙打开房门。法子英用刀威逼熊启义妻子张莉（时年28岁）交出钱财，将她的双脚绑上、双手反绑。抢得首饰、现金、债券等财物之后，法子英于凌晨用皮带把张莉勒死，用裙带把熊启义3岁的女儿熊灵璇勒死。判决书称，“为制造假象逃避侦查”，法子英返回出租屋，将熊启义的部分尸体运往熊家。然而，有分析认为这一说法不成立，仍有部分尸体留在杀人现场，这一做法并不能迷惑警方。法子英的律师俞晞称，法子英声称当时他当着熊启义妻女的面倒出肢解的尸体，以此逼迫她们交出钱财。法子英与劳荣枝在凌晨离开熊启义家。法医鉴定，张莉、熊灵璇死于窒息。据鉴定，法子英、劳荣枝抢劫了价值30274元人民币的财物、8090元人民币现金、110元港币现金、10美元现金、江西邮电企业债券1000元、南昌电信局集资收据1000元、银行存单9.5万元人民币。7月29日晚，尸体被人发现。南昌公安从爱乐音夜总会获得了陈佳的身份证复印件。警方调查得知，陈佳一直在深圳生活，曾经丢失身份证，之后不久一同工作的坐台小姐离职。警方在离职坐台小姐租住的房屋里发现了九江的罐头，还得知她操着江西口音。南昌警方在九江排查办理特区边防证记录，比对照片确认了劳荣枝的身份，又根据开房记录确定了法子英的身份。1996年8月18日，南昌公安发布了附有照片的通缉令，通缉法子英、劳荣枝两人。
劳荣枝被捕后供述，因为手头缺钱，她和法子英预先谋划了绑架、敲诈案。他们把作案对象称作“猴子”。他们计划由劳荣枝在坐台时物色好“猴子”，再由她约“猴子”到出租房，法子英以捉奸的名义诈取钱财。为此，法子英买了藏刀，准备了布条和绳子。按照计划，她以装空调为名约熊启义来，藏在阳台的法子英突然现身、把他控制住，要他联系家人把钱拿来。俞晞称，法子英告诉他，当天中午他们本打算约另一位有钱人上钩，但是此人没有接听电话，于是他们把目标换成了熊启义，有通话记录为证。一审时，她翻供了，否认预谋绑架、敲诈。她说她当时已与法子英分手，同熊启义恋爱。有报道说，劳荣枝当庭声称案发当天她约熊启义出门，想让他给她买衣服。熊启义说要送她一部空调，她于是带他到租住的房间。另有报道称，她当庭的说法是熊启义要给她修空调，她才带他回了房间。劳荣枝当庭称：法子英突然闯进屋，因为吃醋而与熊启义争执，甚至用刀威胁她和熊启义；为避免激怒法子英，她把熊启义绑了起来。法子英、劳荣枝的供述均称熊启义被杀时劳荣枝不在现场。法子英供称，他和熊启义争执时，他要劳荣枝出去，她就离开了；事后劳荣枝曾问他人在哪里，他回答说“放了”。劳荣枝称，她离开时熊启义还活着。劳荣枝一审的公诉人提到，熊启义的死亡时间是29日下午，劳荣枝在下午4时在出租屋接听了电话，说明她下午在现场；熊启义下午遇害，劳荣枝晚上又同法子英去熊启义家，公诉人推断称劳荣枝当时知道法子英杀了熊启义。劳荣枝当庭说：法子英表示，要去熊启义家弄两万块钱补偿劳荣枝；当天两人去了熊家两次，第一次时剪断了熊家和邻居的电话线；第二次去熊家时，法子英持刀控制着熊启义的妻女，劳荣枝在熊家翻找钱财。有报道称，劳荣枝在法庭上说，她在熊家搜寻财物时，法子英在床上强奸。但是，尸检并未发现强奸迹象。劳荣枝曾多次供述，在熊启义家搜寻财物时，她担心留下指纹，因此向法子英提议放火烧掉现场。一审时，公诉人以此质疑劳荣枝在合肥作案前不知道法子英杀人的说法。劳荣枝当庭否认了这一供述，说这是她受杭州保姆纵火案启发编造的口供。劳荣枝称，找到财物后，法子英要她先走；她离开熊家时，熊启义的妻女还活着；她事后问法子英，法子英称他把两个人放了。劳荣枝和她的律师主张，在南昌案中，她未参与杀人。劳荣枝一审的公诉人认为，她明知抢劫案会致使熊启义一家三口丧命，却放任此事发生。她被捕后供述，他们作案后返回九江，法子英曾后悔在南昌作案，她还责怪他缺乏男子气概。
据法子英姐姐的证词、劳荣枝的供述，法子英在8月3日带劳荣枝回到九江，两人住在法子英的母亲家里，法子英把抢到的首饰放在母亲家中。期间，劳荣枝曾与二哥劳声桥会面。几天后，法子英和劳荣枝离开了九江。一审时，劳荣枝当庭称，两人害怕被抓，不敢坐火车，于是乘船逃往上海；她在上海给家人打电话，得知她已被通缉。尽管如此，劳荣枝在二审中还是否认自己承认自己预谋绑架杀人，仅承认有抢劫、偷窃行为。

### 杀害梁晓春和刘素清
1997年10月初，法子英与劳荣枝来到温州。两人分住在两个招待所。劳荣枝称，这是因为他们没有身份证。有知情人认为，两人分住是为了不暴露身份。在温州，劳荣枝以“格格”为名，自称是四川人，在浦发KTV坐台。据法子英一审判决书，法子英同梁晓春（时年22岁，浦发KTV坐台女）商谈转租温州市中侨大楼6幢403室时认为梁晓春是有钱人，于是同劳荣枝策划了抢劫案。判决书称：1997年10月10日，法子英买了一把尖刀，他带着刀同劳荣枝前去梁晓春住处。法子英用刀逼迫梁晓春，用绳子、电线捆绑她的手脚，逼她拿出钱财。在房间中搜出存折、现金之后，法子英逼梁晓春叫一个有钱人来现场，以便他继续抢劫。梁晓春不得不用电话请刘素清（时年29岁，浦发KTV坐台女，有报道称其为“莎莎”）前来。刘素清到场后，法子英逼她交出千余元人民币现金、2.5万元人民币的存折，用电线把她捆绑。劳荣枝按照法子英吩咐，带着他们抢到的手机和存折去银行取钱。对于拿受害人存折去银行取钱的行为，劳荣枝在二审时说“事情已经发生，她也没办法”。据报道，银行职员认识刘素清，询问劳荣枝为什么不是她本人来取钱。劳荣枝回答说，她是找刘素清借钱。银行职员并未阻止。劳荣枝取走了账户中全部25750元人民币，签上了刘素清的名字。法子英的判决书称，劳荣枝取款成功后给他打了电话，他随即用电线、皮带把梁、刘两人勒死。法子英从两人身上抢得欧米茄手表一只、雷达牌手表一只、手机一部、传呼机一部。
用电话通报取款成功后，劳荣枝返回招待所退房。住在她隔壁的同事作证称，当时大约是11时。劳荣枝与法子英在大巴车上相见。两人上车不久，梁晓春的情人李先生给梁晓春打了电话。李先生称，当天大约12时40分起，他连续给梁晓春打电话，直到14时左右才有人接听；接听电话的是一位讲普通话的女性，声称梁晓春与男朋友出门了，回来之后会回电。李先生称，梁晓春被抢的欧米茄手表和手机都是他送的礼物。12日下午，梁晓春的男朋友钱先生翻阳台进入她的房间，发现她和刘素清死在房间内。他报了警。当时，梁晓春面朝下躺在床上，手绑在背后；刘素清面朝上躺在地上，手绑在肚子上。法医鉴定认为，梁、刘二人被电线勒住脖子导致机械性窒息而死，无强奸迹象。警方在捆绑用的电蚊香背面发现了法子英的指纹。
劳荣枝曾经供述，她独自一人去找梁晓春看转租的房子，途中听梁晓春说她有一块价值两万元人民币的欧米茄手表。回去之后，她把手表的信息告知法子英，法子英遂决定拿梁晓春下手。一审时，她承认在温州参与了抢劫，但她声称自己没有抢劫的故意，受法子英强迫不得已为之，她没有与法子英合谋；她说，她确实配合法子英去银行取款，但她没有威胁梁、刘两人。报道称，质证环节开始时，她承认她用梁家的电线、皮带实施了捆绑；但她随后改口说她没有实施捆绑，她并不想实施抢劫。她的辩护律师称，劳荣枝在温州未参与杀人，没有证明她在温州参与杀人的证据。她说，她曾劝法子英不要杀梁晓春和刘素清，并不知道法子英之后杀死了梁、刘二人。劳荣枝一审时说，梁、刘被捆绑、威逼时，“当时我的尖叫声比两个小妹妹还要大”。公诉人质问当时究竟发生了什么可怕的事情。媒体报道，有知情人称，劳荣枝接受审讯时，办案人员告诉她温州、常州的两起案件中有两位受害者活了下来，问她是哪两个，劳荣枝答不出。二审的时候，劳荣枝称自己只负责和两位受害人商谈租房事宜，捆绑、杀害是法子英的行为。

### 常州绑架抢劫案
1998年9月（有报道称幸存者回忆事发于7月），法子英与劳荣枝来到江苏省常州市。两人租房住下。据被绑架者的妻子回忆，他们租的房在常州市东方红大桥附近一栋楼的底层。劳荣枝在常州同济桥边的皇家歌舞厅当坐台小姐，“谋生活”。期间，她认识了汽修店老板刘某（有报道称其为刘华，另有报道使用化名王文）。
据刘某的证词：他于1998年9月在歌厅认识劳荣枝后，她想方设法要他去她的住处。一天晚11时30分许，他驾驶红色跑车送劳荣枝回家，与她一同走进房门。进屋后，法子英双手持刀捅向刘某的胸口。刘某被制服之后，劳荣枝用铁丝把刘某的腿和胳膊捆在椅子上。刘某回忆，法子英和劳荣枝在这一过程中很少交流，两人很默契；法子英曾威胁他，如果他敢叫喊法子英就杀了他。法子英搜了刘某的身，从他身上取走了车钥匙后离开房间。刘某汽车里的五千元人民币也被取走。劳荣枝曾供述：法子英当时要把刘某的车开到远一点的地方；出门前，他要她给刘某的脖子勒上铁丝；法子英叮嘱她说，如果刘某反抗，就用老虎钳拧紧铁丝勒死他；法子英离开后，刘某曾经试图反抗，她用老虎钳敲击了他的胸口。刘某的证言称；法子英威胁他说，如果胆敢逃跑就杀了他；法子英还说，如果他不信，就找个做杂工的到屋里来，然后割杂工的耳朵给他看。
刘某被绑架的次日早上，法子英要求他给妻子打电话。刘某的妻子按照他的吩咐，带着七万人民币到指定的公交站与劳荣枝见面。据刘某回忆，法子英安排劳荣枝出门见刘某妻子时说，如果两个小时之内劳荣枝回不来，他就杀了刘某再逃。刘某的妻子回忆：劳荣枝与她乘出租车前去，劳荣枝特地让司机在住所附近多兜了几圈；到房间后，她看见丈夫嘴里塞着东西，手脚都被捆绑，当时就交出了钱；法子英询问刘某的妻子她有没有报警，她说没有；法子英把她绑到凳子上，塞住她的嘴。法子英与劳荣枝用方言同简短聊了几句，劳荣枝带着钱先离开了房间；十几分钟后，劳荣枝给法子英打了电话，表明自己已经安全撤离；之后，法子英走向刘某，用一个黑色的袋子套住了他的头；刘某的妻子觉得法子英很可能要杀人，她用力地摇头，目光盯着法子英；法子英对刘某说了一句“你的命是你老婆给的”，没有杀人，离开了房间。刘某是法子英和劳荣枝系列抢劫杀人案中唯一的幸存者，直到劳荣枝落网后，他的身上都还有当年被捆绑的伤痕。
劳荣枝一审时，她声称当时想在常州过上正常的生活，不想再实施绑架，她为此劝说法子英，被法子英殴打；劳荣枝称，她和法子英共同策划了绑架，但她没有恐吓刘某，也没有对他施加暴力；辩护律师认为常州案中法子英一人选定了绑架对象，主要是法子英实施了绑架行为，劳荣枝仅仅是配合法子英，但检方认为证据显示劳荣枝在常州案起主要作用。辩护律师指出，常州案在2021年1月3日立案，劳荣枝主动供述此案，属坦白情节。公诉人认为，法子英此前已向警方交代常州作案经过，虽然当时没有移送审查，但此案的情况已被公安机关掌握，劳荣枝交代案情不构成自首、立功情节。

### 杀害殷建华和陆中明、法子英被捕
常州案过后，法子英和劳荣枝辗转曾广西、汕头、杭州等地，最终在1999年6月21日乘坐依维柯由杭州市来到合肥市。法子英自称叶伟强，劳荣枝自称沈凌秋。法、劳两人分别住进安庆路西海饭店和三孝口红旗饭店，两家饭店相距不足两公里。7月1日，法子英以每月500元人民币的价格租下了合肥市虹桥小学恢复楼209室。209室为两室一厅，法子英一次付了三个月的房租。租房之后，法子英花150元人民币订做了一只1米×1米×0.7米的铁制狗笼，花5元雇人把狗笼送到房间。据劳荣枝后来供述，法子英是因为她想养狗才订的狗笼，只是还未来得及买狗。之后，劳荣枝花500元买了一台旧冰柜。劳荣枝买冰柜的时间说法不一。有报道称，法子英说，劳荣枝是在他买狗笼的那天下午买的冰柜。另有报道说法子英曾供述称，7月22日下午，为了杀个人吓唬殷建华，劳荣枝出门买冰柜。法子英的判决书未提及买狗笼的日期，有报道称买狗笼的时间是在7月22日上午，另有报道称旧货店老板、三轮车夫、出租房邻居都作证说劳荣枝买冰柜的时间是7月22日左右。
7月15日，劳荣枝开始以沈凌秋的身份在三九天都夜总会坐台。她在夜总会结识了合肥安吉达电气有限公司总经理殷建华。法子英被抓后曾供述称，劳荣枝告诉他殷建华有面包车，带着很多包中华香烟，他们因此相中了殷建华。法子英的辩护律师俞晞说，殷建华实际上并不富裕，他和妻子本来都是安徽省工业安装公司的员工，后来他在1990年代离职创办电器公司，为了公司的业务不得不在社交场上假装富人。
7月22日上午，劳荣枝给殷建华打电话（一说为7月22日下午劳荣枝用传呼机联系殷建华），约他到出租屋。据法子英的判决书，殷建华进屋后被法子英持刀逼迫，法子英捆住他的手脚之后把他锁在笼子里。关进笼子前，殷建华被剥掉衣服。他的脖子上缠上了铁丝，手脚被捆在笼子的铁杆上。法子英曾供述称：他告诉殷建华自己是绑匪，要殷建华拿钱出来。殷建华回答说，自己只有几千元人民币，需要打电话找朋友借。法子英说，如果打电话借钱，对方可能会报案，这样法子英和殷建华都活不了。殷建华不说话。法子英随后说，看来殷建华并不害怕，一会做给他看，他就相信法子英是绑匪了。
法子英去出租屋附近的六安路，以做木工活为由，请时年33岁的木匠陆中明上门。进屋后，法子英用刀逼迫陆中明，随后将他捆绑。陆中明有反抗行为，法子英便用刀数次捅刺陆中明的背部等处，将他杀死。他割下了陆中明的头颅，拿给殷建华看。之后，陆中明的尸体被装入冰柜，劳荣枝帮助法子英把冰柜推进次卧。报道称，目睹法子英杀人后，殷建华同意拿30万元人民币赎自己。晚8时许，殷建华按要求写了两张便条。后来的笔迹鉴定认为，劳荣枝在其中一张便条上写上了“少一分钱我就没命了，他的同伙一定会让我死得比刚才那个人还快的”，但劳荣枝后来表示记不起有写过这样的字。晚9时许，殷建华按照法子英的要求给妻子刘某打电话，要她带钱到长江饭店见法子英，拿钱赎命。法子英曾供述，他出门前曾叮嘱劳荣枝，如果他当晚11时没有回来，她就把殷建华杀死。然而，法子英在长江饭店等了三四十分钟，并没有见到殷建华的妻子。法子英返回出租屋。殷建华再次给妻子打电话。妻子称，她去了长江饭店，但是没有见到人。法子英吩咐殷建华安排妻子次日早9时见面，要她准备一万元人民币。
7月23日早8时30分许，殷建华按法子英的要求再给妻子写了一张便条，要她拿钱。法子英还让他把住址写在另一张便条上。法子英一审判决书称，法子英当日10时左右用老虎钳拧紧殷建华脖子上的铁丝，把他勒死。然而，殷建华死于何人之手、死于何时存在争议。法子英携带便条和自制手枪来到殷建华家中，向殷建华妻子刘某索要钱财。刘某以筹钱为由离开家，让法子英在家中等她。报道称，刘某前一天得知殷建华被绑架后，把孩子送到了老家。一种说法称，以筹资为由脱身后，刘某向警方报案。另一种说法称，殷家的邻居报了案。还有说法称，刘某委托同事报了警。也有说法称，刘某联系了单位的戚经理，戚经理建议她报警，她同意了，戚经理便帮她联系了警察。
接到报警后，合肥市公安局西市分局刑警大队、合肥市公安局110直属大队、防暴三大队民警赶往现场。警方切断了殷家的电话线。据回忆，当时现场持枪的警察有九至十人，一部分人在楼内的走廊，另一部分人在楼下以防法子英跳楼。警方向法子英喊话，劝他投降；法子英不从，甚至还劝现场的警察靠边，以免被他打死。大约11时，警察奉公安局副局长命令向房内发射了催泪弹。大约两分钟后，法子英一边冲出房间，一边向警察开枪。由于牵挂殷建华的安全，副局长要求警察不得把法子英打死。枪战大约持续了十分钟。一位警察击中了法子英的右大腿，随即跃身上前把枪口抵在法子英头上。法子英被抓获。警方无法确定冰柜里的尸体的身份，于是在报纸上刊登了启事。刊登后二十余日，仍无人联系警方。案发多日后，陆中明的妻子朱大红因为联系不到丈夫而到合肥报警，警方才确认了陆中明的身份。
虽然法子英的判决书认定他杀死了殷建华，但是在劳荣枝一审时公诉人认为殷建华可能死于劳荣枝之手。审讯期间，法子英给出过不同版本的供词。他曾经供述说，出门找殷建华的妻子拿钱之前，他嘱咐劳荣枝：“我如12点钟不回来，就被抓起来了，你就给我报仇，把他杀掉”。然而，后来他改变了供词，声称他出门之前杀了殷建华。法子英的判决书认定，殷建华是被法子英拿老虎钳拧铁丝勒死的。劳荣枝一审时声称她在7月22日离开了合肥。检方出示了她之前的供述：法子英出门见殷建华妻子之前，嘱咐劳荣枝说“如果他不老实就拧动脖子后面的老虎钳把他杀了”。公诉人分析称，这说明法子英离开出租房前殷建华还活着，他很可能死在劳荣枝手里；用钳子将被害人勒死不符合法子英此前的作案方式，更可能是女性作案；法子英在与律师会见时，曾问律师合肥死了几个人，律师回答两个，律师追问法子英，殷建华是不是你杀的，法子英表示不想说，证明法子英并不确定殷建华是否已死。劳荣枝的律师辩称这一说法证据不足。公诉人表示，此项并不是指控。劳荣枝一审时称，不记得自己买过冰柜，也不知道法子英杀死了陆中明，陆中明被杀时她与殷建华在卧室。公诉人出示证言证实劳荣枝买了冰柜。此外，现场勘察发现，陆中明被杀时所在的厨房距离卧室仅3.1米。

## 讯问、审判、处决法子英
警方抓获法子英后，将他送往合肥104医院急救治疗。起初，法子英拒不交待殷建华的下落。1999年7月23日法子英被抓当天下午2时许，他告诉警方自己叫做叶伟明，祖籍河北省唐山市，父母死于1976年唐山大地震，他后来被浙江省江山县的一位老头收养；他曾在青藏高原盗猎藏羚羊；河南省固始县人姚龙带领另外两人同他到合肥实施绑架，他不知道另外两人的名字，人质已被这两人带回固始。警方在合肥市的旅店找到了浙江江山人叶伟明的入住记录，但浙江省警方协查后回电称并无此人。警方监视着殷建华住所附近的情况，排查殷建华的社会关系，还在合肥市的公路、铁路车站和进出市境的路口设卡检查，没有得到有价值的线索。24日上午，法子英欺骗警方，声称自己的同伙要同他在长江饭店门口接头。警方按照法子英提供的信息前往设伏，毫无收获。之后，警方带法子英到固始县，让他指认同伙关押殷建华的位置。7月27日晚8时左右，合肥市虹桥小学恢复楼209室附近的住户闻到房中飘出的恶臭，报了警。警方进入房间后看到殷建华的尸身已腐烂严重。警方还在冰柜里找到了小木匠的尸体。得到消息后，正在河南固始带法子英指认位置的另一路警察押着法子英在28日凌晨2时左右回到合肥，之后审讯法子英。28日凌晨4时30分左右，法子英说出了自己的真实身份。法子英招供了他与劳荣枝杀死殷建华和小木匠的经过。安徽公安向江西公安发去协查通报。南昌警方闻讯赶往合肥，1996年南昌熊启义案告破。法子英在104医院接受急救治疗期间，曾告诉警方他两年前在温州杀了两名坐台女。然而，温州警方赶到合肥核实时，法子英不承认有此事。法子英之前交代，他用电线捆住了两名坐台女。温州警方根据这一细节确认了作案者为法子英。
法院指定安徽安泰律师事务所律师汪利民、俞晞为法子英的辩护人。1999年11月2日，合肥市人民检察院指控法子英犯绑架罪、故意杀人罪、抢劫罪，向合肥市中级人民法院提起公诉。11月18日，此案在合肥市中级人民法院开庭。判决书记载，被告与律师的辩护理由为该案证据不足、事实不清。据报道，法子英当庭辩称他是在劫富济贫。另有报道称，法子英在庭上翻供，声称所有犯罪都与劳荣枝无关，而是他一人完成；他还声称自己是职业杀手，一名台湾老板雇他杀人。该案主诉检察官回忆，法子英当时气焰嚣张、全无悔意。合肥市中级人民法院当庭宣判，法子英犯绑架罪，判处死刑；犯故意杀人罪，判处死刑；犯抢劫罪，判处死刑；决定执行死刑，剥夺政治权利终身，并处罚金2万元人民币。同时以法子英无实际赔偿能力为由，判决其对刑事附带民事诉讼免于赔偿。法子英没有提出上诉。
1999年12月28日，法子英在肥西县被枪决。劳荣枝曾于2000年从中国中央电视台的《今日说法》节目看到法子英被枪决的部分视频，但后面部分均未看，故四起案件中，除合肥案知道法子英杀人外，前三起案件她均不知道法子英杀人，直至后来她在厦门落网。

## 劳荣枝逃匿、被捕
劳荣枝称，她在1999年7月22日晚离开合肥，出发前给法子英写了便条：“亲爱的我先走了，我在家等你，爱你。”一审庭审时，劳荣枝称她当时自合肥逃往武汉，后来逃往河南，之后到重庆的“安全屋”。劳荣枝与法子英长期在重庆市租住一套房屋，他们称之为“安全屋”。由于等不来法子英，她一人逃往厦门。一审时，她回忆说逃往厦门的时间是在2000年前后。
她说，逃亡期间她有时住在招待所，有时候被男人包养。媒体确认她曾在厦门陪酒、卖车、卖手表。2016年年中，她来到厦门市思明区筼筜路的官任路酒吧街真爱酒吧做“客服”，陪客人喝酒，从客人的消费中获取提成。当时，她是真爱酒吧工作人员裡唯一取英文名的人，她的英文名是“Sherry”（雪莉）。同事回忆称，她擅长化妆打扮、温柔、勤快。据称，她每个月的提成约一万元人民币，收入水平在酒吧客服中居于上游。工作约半年后，她在2017年初离开了真爱酒吧。之后，她曾在某4S店卖车。她与男朋友分手后，他仍允许她免费住在他的房子里。之后，一名经营手表专柜的男子成为她的新男友。2019年，她多次前往这家手表专柜。她有时也帮忙打理业务。劳荣枝被抓前，店主有事需要外出，因此请她帮忙照看几天。报道称，2019年10月，南京市的吕某曾在某APP上寻找保姆时，在置顶处看到了她的简历、照片、视频。据称，逃亡期间，劳荣枝穿着讲究、注重生活品位，她弹钢琴、画画，学小提琴，还养了两条狗。
2019年6月13日，为保障中华人民共和国成立70周年庆典的顺利进行，公安部部署了“云剑行动”，利用科技和信息化手段打击犯罪。劳荣枝在厦门的商场内活动时，监控拍下了她的照片。11月27日，厦门市公安局思明分局的大数据分析显示，某张照片中的女子同通缉犯劳荣枝相似程度达97.33%。思明分局派出两队人马，分别调查、布控。28日，厦门警方在湖里区东百蔡塘广场DW手表专柜将劳荣枝抓获。被抓时，劳荣枝自称是南京人洪叶娇。警察用手机向她展示照片，劳荣枝随即同意跟警察走。经DNA比对，厦门警方确认抓到了劳荣枝。但是，在起初的讯问中，劳荣枝并不承认自己的真实身份，声称自己是一名孤儿，从来不知道自己的籍贯、父母。29日晚间讯问时，她才承认自己是劳荣枝。
2019年12月5日，厦门警方将劳荣枝移交南昌警方。厦门警方查明其未在潜逃厦门期间作案。

## 审判、处决劳荣枝

### 一审
2019年12月8日，劳荣枝二哥委托中国政法大学副教授、北京市友邦律师事务所律师吳丹紅作为劳荣枝故意杀人案的辩护人。然而，吴丹红却未能见到劳荣枝。警方的拘留通知书称她被关押在南昌市第一看守所。据吴丹红说，他在12月11日来到南昌市第一看守所，但工作人员称劳荣枝并不在这里；他用电话联系了两位办案警官（两人曾通知劳荣枝家人她的关押地点，并要求其家人书面签收通知），说明自己希望会见当事人，但两人都说需要向领导汇报，之后便没有了回音。当天，吴丹红先后向南昌市公安局信访接待室、南昌市人民检察院控申科投诉看守所阻止会见，违反《中华人民共和国刑事诉讼法》。12月12日上午南昌市人民检察院第八检察部电话通知吴丹红，劳荣枝不在南昌市第一看守所，所在地不明。12日午间，南昌市公安局在微博上发表通报，称警方已在12月5日将劳荣枝押回南昌并关押在第一看守所，“办案单位第一时间告之其可聘请律师”，但劳荣枝在12月11日通过口头、书面方式向公安机关提议禁止家属与其会面，以帮助他们摆脱阴影，拒绝家属为其聘请律师，向政府请求法律援助。通报称，南昌市法律援助中心指派的律师已在12日开始提供法律援助。获指派的两名律师是江西英华律师事务所的陈通华和王国强。12月14日，吴丹红在个人微信公众号上刊出了他就此案接受的采访。吴丹红称，多家媒体记者迫于压力未将采访全部内容发表。采访中，吴丹红称公安机关程序违法。12月14日，劳荣枝家人委托一法律师事务所律师周兆成为她的辩护人。但周兆成也未能会见劳荣枝。2020年9月27日，劳荣枝二哥劳声桥与周兆成向南昌市中级人民法院递交申请，希望更换法律援助律师；同一天，他们还向南昌市法律援助中心、南昌市司法局递交申请，要求终止法律援助。
2019年12月12日，南昌市人民检察院提前介入侦查劳荣枝案。15日，南昌市公安局提请审查逮捕劳荣枝。12月17日，江西省南昌市人民檢察院批准逮捕。2020年8月31日，江西省南昌市人民检察院对劳荣枝涉嫌故意杀人、绑架、抢劫罪一案向南昌市中级人民法院提起公诉。合肥案中被害的小木匠陆中明的妻子朱大红提起刑事附带民事诉讼，要求劳荣枝赔偿逾135万人民币。
12月21日上午，南昌市中级人民法院公开开庭审理劳荣枝案。公诉人指控：劳荣枝伙同法子英，故意杀人致1人死亡；绑架2人，致1人死亡；抢劫致5人死亡。劳荣枝当庭表示，不认可指控，承认抢劫罪、绑架罪，不认可故意杀人罪。她说自己天性善良，常怀感恩之心，一辈子连鸡鸭都不敢杀；她说自己可以从事很多种工作，不屑于抢劫。她说自己并没有与法子英合谋作案，没有害人、杀人的故意，她受到法子英威胁才不得已配合他，她声称自己也是受害者，是法子英（实施）性侵的工具和赚钱工具。劳荣枝说，法子英“没有人性、冷漠、毫无理智”；当年法子英诱骗她办理停薪留职，两人离开九江到外地，法子英不让她找工作，要她去做坐台小姐；法子英在肉体和精神上折磨她，她的头骨被打到凹陷，嘴唇被打而不得不缝针，身上布满淤青，很多年只能穿长裤以遮挡皮肤上的伤痕；她曾想和法子英分手，但法子英威胁要去伤害她的家人；与法子英相处期间她曾两次堕胎，堕胎当日仍被法子英侵犯；法子英威胁说要去她家和她的工作单位扬言说她从事卖淫，她因此不敢报警；法子英要求她汇报每天的行踪以及物色到的抢劫对象，她遭遇了无法承受的折磨。她声称，在南昌时就已经同法子英分手，但她受到法子英的控制，仍然不得不继续坐台。庭审质证中，劳荣枝声称不记得案件发生时的细节；法警在她面前展示案发现场照片时，她发出尖叫，表示照片里的现场很可怕。她说，当年得知法子英杀死了陆中明之后，她非常害怕；由于担心入狱，她没有去自首；在电视上看到枪决法子英，她非常高兴。她还说，潜逃期间她常去教堂做礼拜；因为不能尽孝，她内心很愧疚；她36岁时患上宫颈癌，险些丧命；逃亡期间她在勤恳工作，与人为善；逃亡期间，除了炒股判断错了市场方向，没做过别的错事。劳荣枝当庭对受害人家属致歉，并表示愿意赔偿，但是她被抓前只有大约三万元人民币的存款。她说她曾经参与过众筹募捐，如果有机会的话她愿意通过众筹来赔偿受害者。劳荣枝的辩护律师称，她在共同犯罪中作用较小，主动供述常州一案构成坦白情节，积极改过自新、被捕前二十年没有犯罪纪录，真诚悔罪、自愿赔偿被害人家属，建议从宽处理。辩护律师还说，检方的证据有瑕疵，故意杀人的指控证据不足、事实不清。检方认为，劳荣枝当庭所述与到案后的供述大相径庭，她的多条辩解并不成立；她在审讯期间的供述明显体现其犯罪故意；法子英与劳荣枝两人分工明确，均系主犯；作案后法子英都让劳荣枝带着赃物先走，劳荣枝完全有机会远离法子英；两人共同挥霍赃款，劳荣枝受法子英胁迫的说法不能成立。公诉方对这种说法予以驳斥，称劳荣枝为主犯，主观恶意极深，且拒不认罪，应从重处罚。受害人家属也表示不接受这种说法，并对其道歉和赔偿的诚意表示质疑，请求法庭判处其死刑。12月22日下午，为期两天的庭审结束，法庭将择期宣判。
2021年9月9日上午，南昌市中级人民法院一审公开宣判。法院认定，劳荣枝故意杀人罪、抢劫罪、绑架罪三项罪名均成立，她在共同犯罪中属于主犯，到案后供述常州绑架案一事构成坦白。判决认定，劳荣枝故意杀人致五人死亡，抢劫致一人死亡，抢劫数额巨大，构成入户抢劫的法定加重情节，绑架致一人死亡。判决称，劳荣枝“犯罪情节特别恶劣，手段特别残忍，主观恶性极深，人身危险性和社会危害性极大，后果和罪行极其严重”，坦白情节不足以减轻刑罚。法院判决：被告人劳荣枝犯故意杀人罪，判处死刑，剥夺政治权利终身；犯抢劫罪，判处死刑，剥夺政治权利终身，并处没收个人全部财产；犯绑架罪，判处死刑，剥夺政治权利终身，并处没收个人全部财产。数罪并罚，决定执行死刑，剥夺政治权利终身，并处没收个人全部财产。劳荣枝不服判决，当庭提出上诉。劳荣枝的两名辩护人、附带民事诉讼原告人、诉讼代理人、部分受害人家属（包括小木匠陆中明的妻子和女儿、南昌灭门案受害人熊启义的弟弟熊启重）参与庭审，劳荣枝的二哥劳声桥旁听了庭审。法庭判决，劳荣枝赔偿附带民事诉讼原告人朱大红经济损失48065.5元，驳回原告人的其他请求。朱大红表示对附带民事诉讼判决结果不满意，但不会上诉。朱大红委托的律师刘静洁呼吁有关部门进一步完善被害人的司法救助制度。劳声桥表示，他和劳荣枝的其他哥哥姐姐对于一审辩护律师当庭表现很不满意。

### 二审

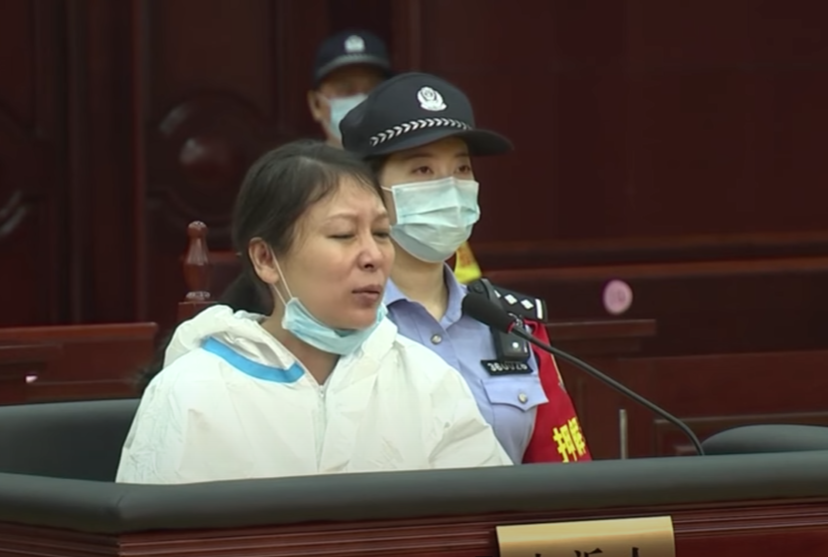
2022年8月18日，正在進行陳述的劳荣枝

2021年9月23日，江西省高级人民法院为劳荣枝上诉案立案。此前，劳荣枝的二哥劳声桥和姐姐在9月15日委托北京贾方义律师事务所贾方义、北京德和衡律师集团（上海分所）郭乘希作为二审辩护律师。郭乘希称，贾方义与她在9月27日上午10时20分在南昌市第一看守所办理了会见劳荣枝的法定手续，但直到下午3时30分看守所都没有安排会见，看守所工作人员在下午3时50分承诺在9月28日上午10时左右安排劳荣枝会见两名律师。9月28日上午，看守所仍然不为家属和两位律师安排会见。之后，看守所工作人员答复称，经反复询问，劳荣枝拒绝家属为其委托律师。贾方义、郭乘希对此提出质疑。郭乘希认为，看守所审核文书后就应该安排会见，无权反复向劳荣枝征询意见。贾方义也认为看守所无权就家属委托律师一事征询劳荣枝意见，认为此举违法且无效。劳声桥认为，既然劳荣枝一审之后提出上诉，继续使用法律援助律师不合情理。家属与律师称将向相关部门投诉。
据劳声桥的说法，江西省高级人民法院在2021年11月5日电话通知他可以会见劳荣枝之后，他在11月9日委托北京友邦律师事务所律师吴丹红、赵德芳为二审辩护律师。11月10日，赵德芳在南昌市第一看守所会见了劳荣枝，劳荣枝在辩护律师委托书上签了字。
2022年4月29日，劳荣枝的辩护律师接到通知，由于“不能抗拒的原因”，江西省高级人民法院裁定二审中止审理。吴丹红称，近期疫情严重，无法开庭；为避免超过法定期限，法院只好决定中止审理。
2022年6月19日，劳荣枝案二审恢复审理，同年8月18日开庭。在庭审中，劳荣枝的两名辩护人吴丹红和赵德芳提出新增上诉意见。两人认为，从在程序上看，劳荣枝案属重大刑事案件，一审没有采用七人合议庭而是三人合议庭，属于违法；而在温州案中，检察院只起诉了抢劫罪，未起诉故意杀人罪，但一审判决却认为劳荣枝除了构成抢劫罪以外，还构成故意杀人罪，并以此判处死刑，故二人请求江西省高级人民法院将此案发回南昌中院重审。经过三天的审判，二审于8月20日18时23分结束，结果择期宣判。
2022年11月30日上午，江西省高级人民法院对案件作出二审宣判，宣布驳回上诉，维持死刑原判，死刑裁定报请最高人民法院核准。庭审后，旁听的劳荣枝二哥劳声桥表示劳荣枝当庭表示不服判决，要进行申诉。

### 处决
2023年12月18日上午，南昌市中级人民法院遵照最高人民法院下达的执行死刑命令，在執行前勞榮枝被安排會見近親屬。之後法院对劳荣枝执行了死刑，南昌市人民檢察院依法派員臨場監督。

## 文学、影视形象
电视剧《红蜘蛛》的两位女主角马倩、米兰的原型分别为马仁乾和劳荣枝。此外，法子英、劳荣枝两人在合肥的罪案被改编为小说《法医秦明》的“人皮牢笼”。